# Malcolm II.
Malcolm II. (? – 25. listopadu 1034) byl král Skotska (Alby) od roku 1005 až do své smrti. Byl synem krále Kennetha II.

## Bernicie
První důvěryhodnou zmínkou o jeho vládě je popis vpádu roku 1006 do Bernicie (malého království na pomezí Skotska a Anglie) včetně obléhání Durhamu. Výsledkem byla jeho porážka od northumbrijského vojska vedeného pozdějším hrabětem z Bernicie Uhtredem, která je popisována v Ulsterské kronice.
Druhá válka v Bernicii, která se zřejmě odehrála roku 1018, byla úspěšnější. V bitvě u Carhamu Malcolm, s podporou vojska ze Strathclyde pod vedením jejich krále Owaina, zvítězil. V té době byl hrabě Uhtred již mrtvý a Eiríkr Hákonarson, jmenovaný svým švagrem Knutem I. hrabětem z Northumbrie, proti Skotům nepodnikl žádnou akci.

## Knut
Podle Anglosaské kroniky vyrazil anglický král Knut do Skotska po návratu z pouti do Říma. Kronika datuje tuto událost do roku 1031, ale zdá se pravděpodobnější, že k tomu došlo již roku 1027. K mírové dohodě mezi Malcolmem a Knutem přispěl Richard, vévoda z Normandie, bratr Knutovy manželky Emmy Normandské, který zemřel asi roku 1027.
Zdrojem sporů mezi Knutem a Malcolmem zřejmě byla Knutova pouť do Říma a korunovace císaře Svaté říše římské Konráda. Zdá se pravděpodobné, že zde byl i Malcolm, který zpochybňoval Knutovu svrchovanost. Knut obdržel na korunovaci jen příslib míru a přátelství, což bylo méně než obdržel jeho předchůdce Edgar. Knut byl krátce po střetu s Malcolmem nucen vyrazit do Norska bojovat s Olafem Haraldssonem a zdá, se že již dále o Skotsko nezajímal.

## Smrt
Malcolm zemřel roku 1034 a podle kroniky Marianus Scotus to bylo 25. listopadu. Seznam králů uvádí jako místo smrti Glamis. Prophecy of Berchán uvádí, že jeho smrt byla násilná a že zemřel v boji proti banditům.